# 호박의 길

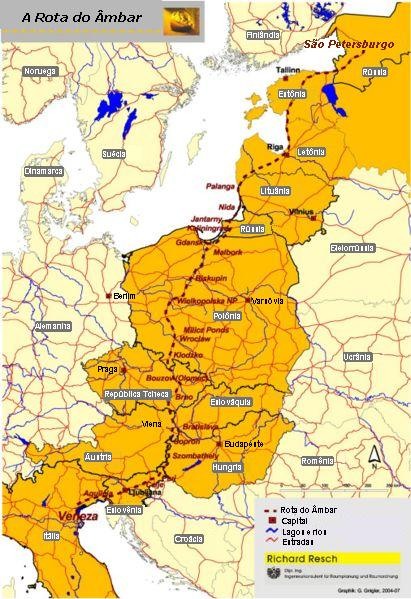
호박의 길

호박의 길은 고대 호박의 교역로를 가리키는 명칭이다. 호박길 이라고도 한다. 수상교통과 고대의 교통로로써, 수세기 동안 유럽-아시아 사이의 왕복로였고, 북유럽에서 지중해까지 이르는 왕복로이기도 하다.
장신구에는 없어서는 안될 구성품인 호박은 북해와 발트해 연안에서 비스와강(Wisła River)과 드니프로강(Dnieper River)의 수운(水運)을 통해 육로를 거쳐, 1,000년 이상 이탈리아, 그리스, 흑해, 이집트로 운반되었다.
로마 제국시대, 주요 통로는 프로이센의 발트해 연안에서 보이족(켈트인의 부족 중 하나를 가리키며, 현재 보헤미아 지방에 정주했던 곳의 지명이기도 하다)를 거쳐 아드리아해의 선단(先端)에 도달하는 남쪽으로 향하는 길이었다. 고대 이집트의 파라오였던 투탕카멘의 묘에 있는 그의 부장품 속에는 발트해산 호박이 있었다. 또 호박은 의뢰에 의해 북해에서 델포이의 아폴로신전에 보내지기도 했다. 흑해에서 교역은 또 하나의 고대 교역로인 실크 로드를 통해서 아시아까지 이어졌다.
발트해에 인접한 프루센인(Pruzzen)의 도시 카우프(Kaup ; Mokhovoye)와 토르소(Truso)는 남쪽으로 향하는 교역로의 출발지점이었다. 스칸디나비아에서 호박의 길은 틀림없이 번영하는 북구 청동기시대를 일으켰고, 지중해에서 유럽 북단의 여러나라에 영향을 주었을 것이다.
시기에 따라 현재의 러시아 칼리닌그라드주는 얀탈누이 크라이(Янтарный край), 호박의 토지라고 불렀다.

## 각국의 이름들
- 체코어: Jantarová stezka
- 독일어: Bernsteinstraße
- 헝가리어: Borostyánút
- 이탈리어: Via dell'Ambra
- 라트비아어: Dzintara Ceļš
- 리투아니아어: Gintaro kelias
- 폴란드어: Szlak Bursztynowy or Jantarowy Szlak
- 러시아어: Янтарный путь
- 슬로바키아어: Jantárová cesta
- 슬로베니아어: Jantarjeva pot

## 유럽에서 호박이 발견된 지역과 모습

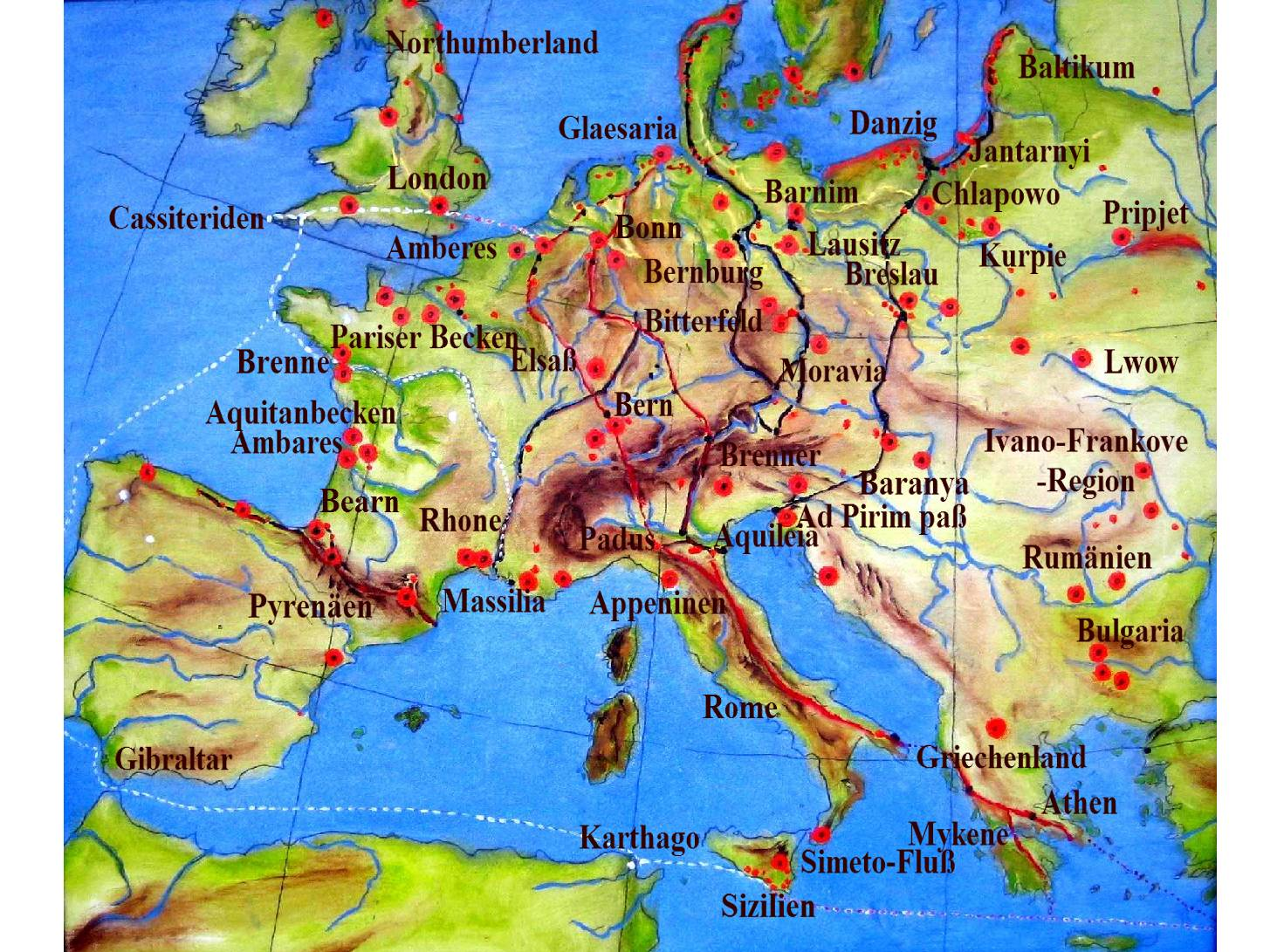
유럽에서 호박이 발견된 지역

유럽 지역에서 호박이 발견된 지역을 연결하면 호박의 길이 나타난다. 그것은 지중해 지역에서 동유럽으로 연결되어 있다.

## 호박의 길이 지나갔던 나라들
호박의 길은 생산지와 고객인 유럽, 중동, 극동지역을 아울렀다.

### 중부 유럽

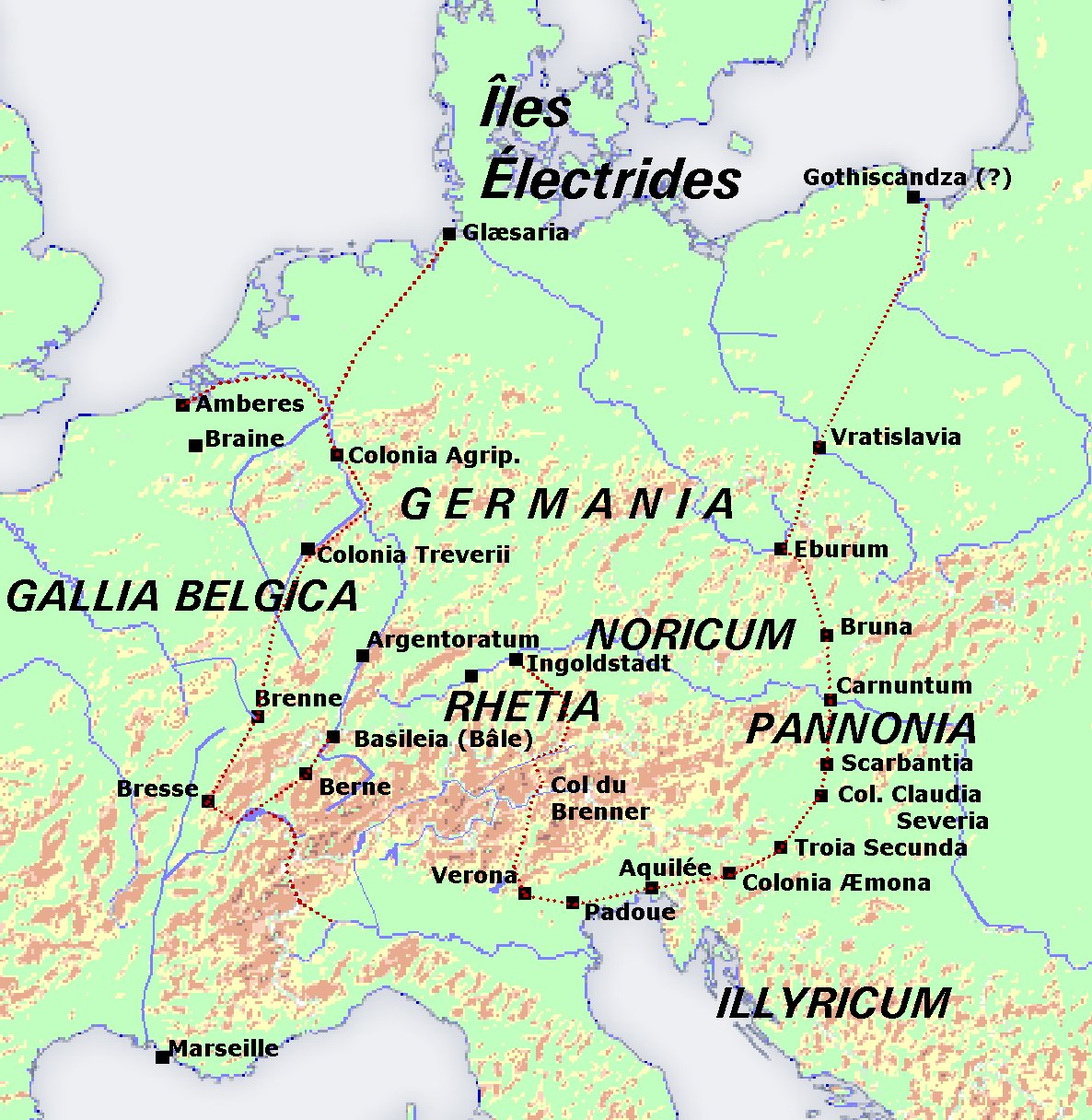
호박의 길

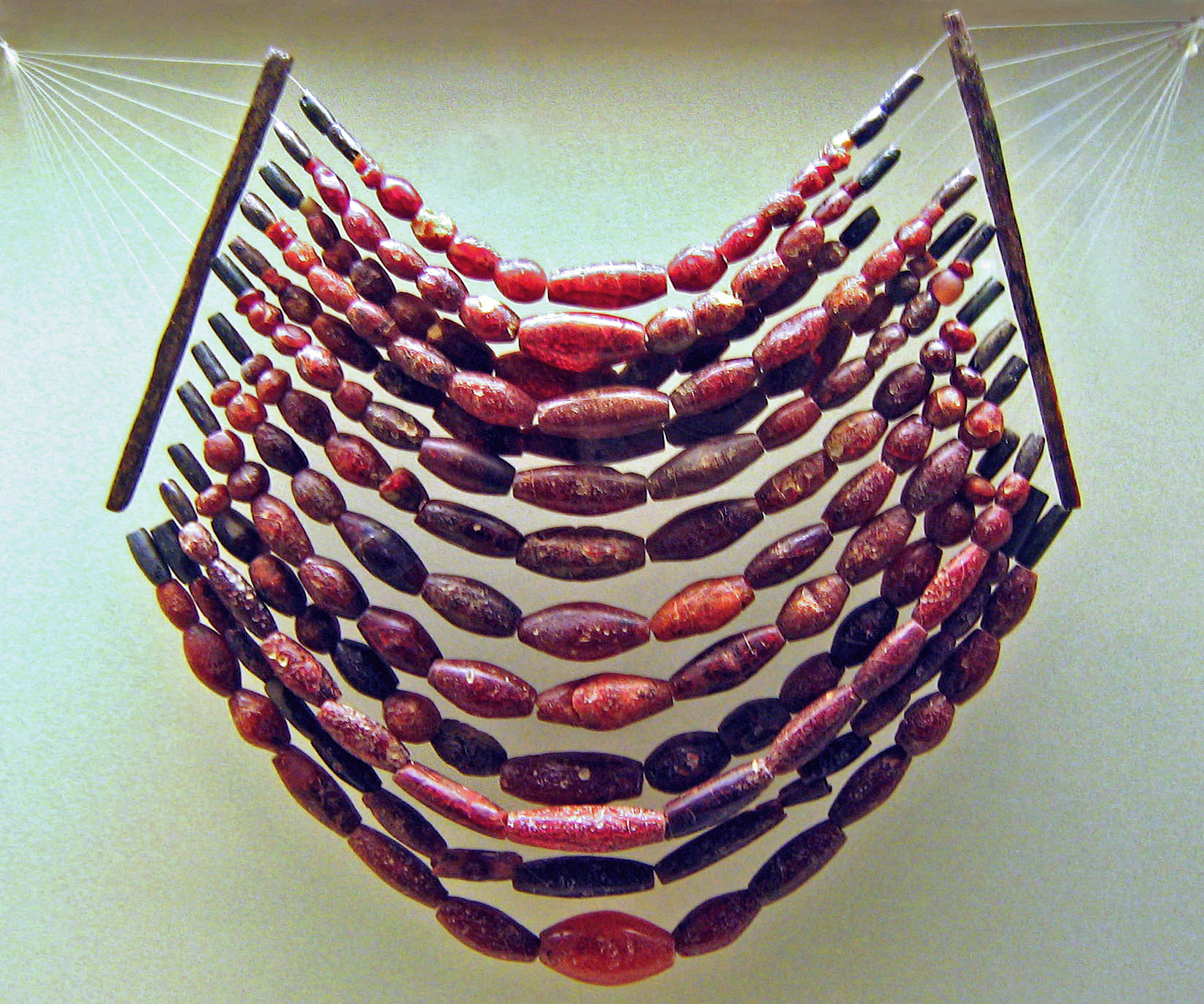
할슈타트 문명시대의 묘에서 출토된 호박의 머리장식

최단(혹은 최고(最古)길은 고산 기후지대를 피하고, 발트해 연안(에스토니아)에서 폴란드, 실레지아(Silesia)를 거쳐 체코의 모라비아문(카르파티아산맥과 동(東)즈덴텐 산지와의 중간점)을 통해, 모라바강과 슬로바키아를 향했고, 오스트리아 근처에 있던 고대 로마의 군사기지인 카르눈툼(Carnuntum) 근처에서 도나우강을 건너 아드리아해 연안의 아퀼레이아(Aquileia)로 남하했다.

### 독일
몇 개의 길이 북해(Nordsee)와 발트해(Ostsee)을 지나쳤으나, 특히 앰버 시(Ambur, 현재의 함부르크)에서 브렌나 고개를 통과해 로마 도시 브룬디시움(현재의 브린디지)와 암부라키아(Ambracia, 그리스)를 향하는 루트가 알려져 있다.

### 스위스
스위스 지방은 수도 베른 주위와 아마 로느 강과 라인 강의 경계에서 발생한 알프스 길에 집중되어 있다.

### 네덜란드
베른, 베르네펠트, 아멜스푸르트, 아메론벤을 포함한 작은 구획이 라인강 하류지역과 북해를 지나쳤다.

### 벨기에
안트웨르펜(스페인어: 암베레스(Amberes)와 브뤼셀에서 브레이느랄, 브레이늘 루 코트에서 남하한 작은 구획이 있다. 교역로는 스위스의 브뤼셀을 향하고 뮤즈 강의 수운에서 이어졌다.

### 프랑스
3개의 교역로가 호박이 채굴된 장소에서 발생한 것으로 확인되었다. 로와르 강 수원 근처에 있던 브렌느(Brenne)와 알프스를 가로 질러 스위스와 이탈리아로 향하는 브렌스와 베른에 관련되어 있다고 한다.

### 남프랑스와 스페인
교역로는 베아르과 피레네산맥으로 인도해, 호박에 연관된 이름인 암발(Ambares, 보르도 근교)의 땅에서 유래되었다. 스페인 북부 피레네 산속에도 지중해를 향하는 교역로가 있는 곳이 있다.

## 같이 보기
- 무역로(Trade route)